# Dubai World Trade Centre
Dubai World Trade Centre és un complex de negocis de la ciutat de Dubai, Emirats Àrabs Units, construït per l'emir Rashid ben Saeed Al-Maktum, situat prop de la famosa carretera del Xeic Zayed i a altres centres comercials. La torre original es va construir el 1979 i després s'hi van afegir dependencies (centre de convencions, sala d'exposicions, apartaments…). L'altura és de 149 metres. Quan es va construir fou el més alt de Dubai i el primer a la vora de la carretera del Xeic Zayed i fou escollit per figurar als bitllets de 100 dirhams.